# Dom niskoenergetyczny

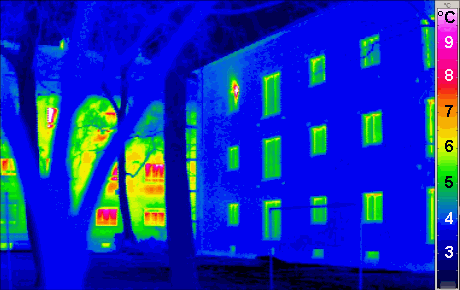
Termografia ukazująca różnice w emisji ciepła zimą pomiędzy domem tradycyjnym (po lewej) a domem pasywnym (po prawej)

Dom niskoenergetyczny – obiekt budowlany, który cechuje niższe niż w przypadku tradycyjnego budownictwa zapotrzebowanie na ciepło. Nazywany jest też domem energooszczędnym.

## Zużycie energii
Zapotrzebowanie na ciepło dla domu niskoenergetycznego kształtuje się na poziomie od 30 do 60 kWh/ (m²•rok). W przypadku budynku tradycyjnego wzniesionego zgodnie z obowiązującymi przepisami wartość ta wynosi od 90 do 120 kWh/ (m²•rok). Dom pasywny potrzebuje poniżej 15 kWh/ (m²•rok).

## Charakterystyka domu niskoenergetycznego
- Obiekty wznoszone w standardzie domu niskoenergetycznego mają dobrą izolację przegród zewnętrznych i okna o niskim współczynniku przenikania ciepła. Szczególną uwagę poświęca się miejscom, w których na skutek przerwania ciągłości izolacji cieplnej mogą tworzyć się tzw. mostki termiczne. Nie stosuje się w nich okien połaciowych.
- Stosunek powierzchni przegród zewnętrznych do kubatury budynku jest z reguły niższy niż w tradycyjnych obiektach.
- Pomieszczenia są tak usytuowane, by można było korzystać z energii słonecznej do ich dogrzewania i oświetlania (tzw. ogrzewanie pasywne).
- Stosuje się wyłącznie wentylację mechaniczną z rekuperacją, aby wykorzystywać ciepło zawarte w powietrzu usuwanym na zewnątrz jako urządzenie dodatkowe stosuje się gruntową czerpnię powietrza.

## Technologie stosowane w domach niskoenergetycznych
Aby obniżyć zużycie energii, w domach niskoenergetycznych, podobnie jak w domach pasywnych, powszechnie stosuje się kolektory słoneczne, pompy ciepła, rekuperatory, gruntowe wymienniki ciepła oraz pompy służące do pozyskiwania energii termalnej ze źródeł odnawialnych nie zapominając o buforach (akumulatorach) ciepła.

## Energooszczędność w Polsce
W lutym 2013 roku zostały przedstawione wyniki sondażu dotyczącego energooszczędnych rozwiązań stosowanych wśród Polaków. Badanie zostało zrealizowane w ramach kampanii edukacyjnej „Energooszczędność w moim domu” organizowanej przez agencję Effective Public Relations, a przeprowadzone przez Millward Brown SMG/KRC. Wyniki badania pokazują, że:
- 64% osób ankietowanych stwierdza, że w przeciągu ostatnich 12 miesięcy zastosowało rozwiązania energooszczędne jak choćby[3]:
  - ocieplenie ścian
  - wymiana żarówek, okien czy też sprzętu AGD
- 22% respondentów zamierza wprowadzić rozwiązania energooszczędne
- 12% osób zachowuje dystans do wprowadzenia takich zmian tłumacząc się kwestiami finansowymi

Wyniki badania ukazują również, że:
- 47% osób ankietowanych uznaje aspekt finansowy jako największą korzyść z energooszczędnych rozwiązań
- 22% osób odpowiada się za ochroną środowiska
- 16% uznaje poprawę jakości i komfortu życia jako największą korzyść z zastosowania takich rozwiązań
- 12% uznaje pozytywny wpływ na zdrowie jako najważniejszy aspekt energooszczędnych rozwiązań